# Under the Pink
Under The Pink is een studio-album van de Amerikaanse zangeres Tori Amos, uitgebracht in 1994.
Net als op het voorgaande album, Little Earthquakes, speelt de piano een hoofdrol op dit album.
Van het album zijn vier singles uitgebracht: "Cornflake Girl", "God", "Pretty Good Year" en "Past the Mission".
Op 14 november 1994 is een dubbel-cd-versie uitgebracht onder de naam "More Pink: The B-Sides"
Op 14 april 2015 is een "deluxe edition" uitgebracht van het album. Deze versie bevat twee cd's: een met het album, waarbij alle tracks opnieuw gemasterd zijn, en een met B-kanten en live-tracks van de Noord-Amerikaanse tournee uit 1994, ook opnieuw gemasterd.
Het album bereikte de eerste positie in de Britse hitlijsten, nummer 5 in Australië, nummer 6 in Oostenrijk en nummer 10 in Nederland.

## Tracklisting

### Originele uitgave
1. "Pretty Good Year" (3:25)
2. "God" (3:58)
3. "Bells for Her" (5:20)
4. "Past the Mission" (4:05)
5. "Baker Baker" (3:20)
6. "The Wrong Band" (3:03)
7. "The Waitress" (3:09)
8. "Cornflake Girl" (5:06)
9. "Icicle" (5:47)
10. "Cloud on My Tongue" (4:44)
11. "Space Dog" (5:10)
12. "Yes, Anastasia" (9:33)

### More Pink: The b-sides, cd2
1. "A Case of You" (B-kant cd-single "Cornflake Girl") (4:38)
2. "Honey" (B-kant cd-single "Pretty Good Year") (3:47)
3. "Daisy Dead Petals" (B-kant cd-single "Pretty Good Year") (3:02)
4. "Sister Janet" (B-kant cd-single "Cornflake Girl") (4:02)
5. "Sugar" (B-kant cd-single "China") (4:27)
6. "Take to the Sky" (B-kant cd-single "Winter") (4:20)
7. "Upside Down" (B-kant cd-single "Me and a Gun") (4:22)
8. "Flying Dutchman" (B-kant cd-single "China") (6:31)
9. "Here. In My Head (Live)" (B-kant cd-single "Past the Mission") (6:05)
10. "Black Swan" (B-kant cd-single "Pretty Good Year") (4:04)
11. "Little Drummer Boy (Live)"  (3:20)

### Deluxe edition, cd2
1. "Sister Janet" (4:00)
2. "Honey" (3:47)
3. "Daisy Dead Petals" (3:03)
4. "Over It" (Piano Suite) (2:11)
5. "Black Swan" (4:04)
6. "Home on the Range" (With Cherokee Addition) (5:25)
7. "All the Girls Hate Her" (Piano Suite) (2:23)
8. "God" (CJ Bollard Remix) (5:58)
9. "Here. In My Head" (Live in Bristol, Colston Hall, 07/03/1994) (6:05)
10. "Upside Down" (Live in Boston, The Sanders Theatre, 31/03/1994) (5:57)
11. "Past the Mission" (Live in Chicago, Vic Theatre, 24/03/1994) (4:21)
12. "Icicle" (Live in LA, Wadsworth Theatre, 22/03/1994) (7:50)
13. "Flying Dutchman" (Live in Chicago, Vic Theatre, 24/03/1994) (6:31)
14. "Winter" (Live in Manchester, Free Trade Hall, 01/031994) (6:37)
15. "The Waitress" (Live in Boston, The Sanders Theatre, 31/03/1994) (3:29)